# Phelsuma edwardnewtoni
Phelsuma edwardnewtoni is een uitgestorven hagedis uit de infraorde gekko's (Gekkota) en de familie Gekkonidae. Het is een van de soorten madagaskardaggekko's uit het geslacht Phelsuma.

## Naam en indeling
De wetenschappelijke naam van de soort werd voor het eerst voorgesteld door Jean Vinson en Jean-Michel Vinson in 1969. De soortaanduiding edwardnewtoni is een eerbetoon aan de Britse ornitholoog Edward Newton (1832 - 1897). Phelsuma edwardnewtoni leefde net als andere madagaskardaggekko's van insecten en nectar, er is beschreven dat ze ook fruit aten.

## Uiterlijke kenmerken
Phelsuma edwardnewtoni bereikte een lichaamslengte 10,8 centimeter en totale lengte inclusief staart tot 22,3 cm. Op het midden van het lichaam waren altijd 107 schubbenrijen aanwezig. De lichaamskleur was groen de rugzijde had een duidelijke tekening maar geen strepen. De hagedis had een blauwe staart en witte buik en kleine felblauwe vlekjes op de rug en staart. De keel was geel gekleurd. Geconserveerde exemplaren kleuren geheel blauw.
De staart was bij jonge dieren blad-achtig afgeplat zoals bij de goudstofdaggekko en werd bij oudere dieren steeds ronder van vorm. Bij het exemplaar op de foto doet de gladde huid van de staart vermoeden dat het de staart heeft afgeworpen. Daggekko's kennen autotomie (zelfamputatie): de staart laat los als de hagedis wordt aangevallen.

## Verspreidingsgebied
Phelsuma edwardnewtoni leefde waarschijnlijk tot ongeveer 1917 op het eiland Rodrigues, behorende tot Mauritius bij Madagaskar. Ondanks uitgebreide zoektochten gedurende de jaren zestig en zeventig zijn ze niet meer gezien, en er zijn slechts zes geconserveerde exemplaren bekend, waaronder die op de foto. Volgens de inheemse bevolking waren ze vrij algemeen, maar toen de mens arriveerde rond 1870 werd de soort in rap tempo uitgeroeid. Zie ook de bronvermelding voor een andere foto van een opgezette gekko waarbij een wat jonger exemplaar te zien is. Ze kwamen voor in kustbossen van het eiland, dat met 109 vierkante kilometer een erg klein verspreidingsgebied geeft, en leefden op boomstammen en in struiken. De habitat bestond uit droge tropische en subtropische bossen en landelijke tuinen.

## Uitsterven
Waarschijnlijk is de reden van het uitsterven van deze soort niet de door menselijke biotoopvernietiging zoals verschraling en vervuiling geweest. De belangrijkste bedreiging waren de huisdieren die de mensen meenamen, en met name de plaagdieren zoals ratten, katten en marterachtigen. Ratten zijn waarschijnlijk de grootste boosdoeners geweest; deze kunnen in bomen klimmen maar ook graven en hebben de eieren van de gekko's opgegeten, terwijl katten en marterachtigen de volwassen exemplaren belaagden. Veel gekko's waaronder deze soort zijn in staat veel vet op te slaan in het lichaam, waardoor ze nogal plomp worden en niet zo snel meer zijn, bovendien was Phelsuma edwardnewtoni groter dan andere soorten en had geen echte natuurlijke vijanden. De gekko maakte hierdoor weinig kans tegen de invasieve soorten.